# Teoria pompei sahariene

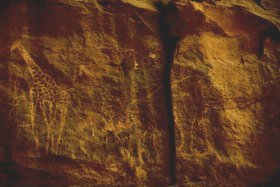
Sculpturi reprezentând fauna comună în Sahara în timpul fazei umede, găsite la Tassili în Sahara centrală.

Teoria pompei sahariene este o ipoteză climatică care explică modul în care flora și fauna au migrat între Eurasia și Africa prin intermediul podului terestru levantin. Teoria arată că perioadele pluviale africane sunt asociate cu o fază „umedă” a regiunii sahariene, în timpul cărora existau mari lacuri și râuri. Aceste schimbări au determinat modificări ale faunei zonei respective. Indiferent de variațiile de ariditate ale regiunii sahariene, migrația de-a lungul coridorului fluviului Nil a fost întreruptă atunci când, în perioada unei faze deșertice cu acum 1,8 – 0,8 milioane de ani în urmă, Nilul a secat complet și, eventual, a curs numai temporar în alte perioade datorită mișcărilor tectonice de ridicare a regiunii nubiene.

## Mecanism
În timpul perioadelor umede, denumite și „Sahara verde” (Green Sahara în limba engleză), Sahara și Arabia erau o savană, flora și fauna fiind comune ambelor regiuni. În urma perioadelor interpluviale aride, condițiile deșertice s-au reinstalat în zona sahariană, ca urmare a retragerii spre sud a musonului din Africa de Vest. Evaporarea a depășit precipitațiile și nivelul apei în lacuri (ca, spre exemplu, Lacul Ciad) a scăzut , râurile au secat și au devenit ueduri. Ca rezultat, flora și fauna, larg răspândită anterior pe tot acest teritoriu, s-a retras spre nord către Munții Atlas, spre sud în Africa de Vest sau spre est către Valea Nilului și de acolo, fie spre sud-est către platourile etiopiene și keniene sau spre nord-est traversând peninsula Sinai spre Asia. Această retragere a separat populații ale acestor specii în zone cu climă diferită, forțându-le să se adapteze și făcând posibil procesul de speciație allopatrică.

## Plio-Pleistocen
Migrațiile din Plio-Pleistocen spre Africa includ caprinele, în două valuri, cu aproximativ 3,2 și 2,7 – 2,5 milioane de ani în urmă; câinele enot (Nyctereutes) cu aproximativ 2,5 milioane de ani în urmă și specii ale genului Equus cu aproximativ 2,3 milioane de ani în urmă. Specii de antilope aparținând genului Hippotragus au migrat cu aproximativ 2,6 milioane de ani în urmă din Africa spre regiunea himalaiană. Bovinele din Asia au migrat spre Europa și spre și din Africa. Aria de răspândire a primatul Theropithecus, apropiat de babuini, s-a restrâns, fosilele sale fiind găsite numai în Europa și Asia, în timp ce genurile Homo și Macaca și-au lărgit aria de răspândire.

## În urmă cu 185.000–20.000 de ani
În urmă cu aproximativ 133 și 122 de mii de ani, sudul deșertului Sahara și al deșertului Arabic a cunoscut o perioadă umedă determinată de creșterea precipitațiilor musonice, în jur de 200–100 mm / an. Aceasta a permis faunei și florei eurasiatice să călătorească spre Africa și vice-versa. Creșterea speleotemelor (concrețiuni depuse în peșteri), proces ce necesită prezența apei pluviale, a fost detectată în peșterile Hol-Zakh, Ashalim, Even-Sid, Ma'ale-ha-Meyshar, Ktora și Tzavoa din deșertul Nagev. Fosilele descoperite în peșterile Qafzeh și Es Skuhl corespunzând omului anatomic modern sunt datate din această perioadă cu precipitații de 600–1000 mm / an, însă ocuparea umană a acestor peșteri pare să se fi încheiat în perioada aridă ulterioară.
Traseu de migrare pe litoralul Mării Roșii a fost extrem de arid înainte de 140 mii de ani și după 115 mii de ani. Condiții puțin mai umede au apărut acum 90-87 mii de ani, reprezentând însă doar o zecime din cantitatea de precipitații corespunzătoare periodei de acum 125 mii de ani. Speleoteme au fost identificate doar în peștera Even-Sid-2. În sudul deșertului Negev speleotemele nu au crescut între 185-140 mii de ani (stadiul MIS 6 – MIS fiind abrevierea termenului englez „marine isotope stages” corespunzător stadiilor climatice identificate prin dozarea izotopilor oxigenului), 110-90 mii de ani (MIS 5,4-5,2), nici după 85 mii de ani și nici în cea mai mare a parte a perioadei interglaciare (MIS 5,1), a perioadei glaciare și a Holocen-ului. Acest lucru sugerează că climatul regiunii sudice a deșertului Negev a fost în aceste perioade de la arid până la hiper-arid. 
Traseu litoral din jurul regiunii vestice a Mediteranei ar fi fost deschis în cursul ultimei glaciații; speleotemele au crescut în peșterile Hol-Zakh și Nagev Tzavoa. Compararea formării speleotemelor cu depozitele de calcit sugerează că perioadele umede au fost limitate la numai la zeci sau sute de ani, între 60 și 30 mii de ani existând condiții extrem de aride în multe regiuni ale Africii.

## Ultimul maxim glaciar
Un exemplu de pompa sahariană a avut loc după ultimul maxim glaciar. Pe parcursul ultimului maxim glaciar deșertul Sahara a fost mai extins decât este acum, întinderea pădurilor tropicale fiind mult redusă. În această perioadă, temperaturile mai scăzute au redus forța circulaței curenților de aer din regiunea tropicală (celula Hadley) prin care curenții ascendenți de aer tropical cu origine în zona de convergență intertropicală aduceau ploaia la tropice, în timp ce curenții descendenți de aer uscat, cu origine la aproximativ 20 de grade nord, se îndreptau înapoi spre ecuator și determinau condițiile deșertice din această regiune. Această fază este asociată cu cantități mari de praf mineral transportat de vânt, găsit în nuclee marine provinind din regiunea tropicală nordică a Atlanticului.
Acum aproximativ 12.500, cantitatea de praf în nucleele fazei Bølling / Allerød scade brusc și arată o perioadă de condiții mult mai umede în Sahara, indicând un eveniment Dansgaard-Oeschger (o încălzire bruscă urmată de o răcire mai lentă a climatului).
Debutul perioadei cu condițiile umede sahariene este spre 12,500 î.Hr., corespunzând cu extinderea zonei de convergență intertropicală spre nord în timpul verii emisferei boreale, și aduce mai multe precipitații și determină un climat de savană în Sahara. Această perioadă (exceptând o scurtă perioadă uscată asociată cu Driasicul precoce) a atins un maxim spre 4.000 de ani î.Hr., în timpul fazei climatice maximale din Holocen, când temperaturile în regiunile temperate au fost cu între 2 și 3 grade mai ridicate decât temperaturile în ultimii ani. 
Analiza sedimentelor depuse în delta fluviului Nil arată, de asemenea, o creștere a proporției sedimentelor provenind din Nilul Albastru, sugerând astfel prezența de precipitații importante în regiunile muntoase ale Etiopiei. Acest lucru a fost determinat, în principal, de o circulație mai puternică a musonului pe întreg teritoriul subregiuni tropicale, afectând India, Arabia și Sahara. Lacul Victoria a devenit doar recent sursa Nilului Alb și a secat aproape complet în jur de 15 mii de ani în urmă. 
Mișcarea bruscă ulterioară spre sud a zonei de convergență intertropicală concomitentă cu un eveniment Heinrich (o răcire bruscă, urmată de o încălzire mai lent) și legată de modificările El Niño, au condus la o uscare rapidă a regiunilor sahariene și arabice ce au devenit, în scurt timp, deșerturi. Acest lucru a determinat un declin marcat al inundațiilor Nilului între 2.700 și 2.100 î.Hr..

## Migrațiile umane
Pompa sahariană a fost folosită pentru a data patru valuri de migrație umană în afara Africii, și anume:
- Homo erectus (ssp. ergaster ) în Asia de Sud-Est și Asia de Est;
- Homo heidelbergensis în Orientul Mijlociu și Europa de Vest;
- Homo sapiens sapiens și teoria „Out of Africa” sau a originii africane recente a oamenilor moderni;
- Răspândirea limbilor afro-asiatice (berberă și egipteană în Africa de Nord și limbile semitice în Peninsula Arabică și Orientul Mijlociu).

Formarea Saharei moderne, ca urmare a unui eveniment produs acum 5,9 mii de ani, este de asemenea considerată a fi o continuare a aceluiași mecanism.